# Högsby församling
Högsby församling är en församling i Stranda-Möre kontrakt, Växjö stift och Högsby kommun. Församlingen är moderförsamling i pastoratet Högsby pastorat.
Församlingskyrkor är Högsby kyrka och Berga kyrka. 

## Administrativ historik
Församlingen har medeltida ursprung. 
Församlingen utgjorde ett eget pastorat till 18 juli 1732, då Långemåla församling utbröts. Från 1732 till 1 maj 1885 var sedan Högsby församling moderförsamling i pastoratet Högsby och Långemåla. 5 november 1880 utbröts Fågelfors församling som kapellförsamling. Från 1 maj 1885 till 1889 utgjorde Högsby församling ett eget pastorat med Fågelfors kapellförsamling. 1889 blev Fågelsfors annexförsamling och Högsby församling var därefter från 1889 till 1962 moderförsamling i pastoratet Högsby och Fågelfors. Detta pastorat utökades 1962 med Långemåla församling och 1992 med Fagerhults församling.

## Series pastorum
| Ämbetstid              | Namn                              | Levnadstid             |
| (1374)                 | Hemrichinus                       |                        |
| (1416)                 | Paul (Pawel)                      |                        |
| (1463)                 | Giord                             |                        |
| (1548)                 | Jöns (Jonas) Grönlöf              |                        |
| (1551)                 | Gislo                             |                        |
| 1558–(1561)            | Michael                           |                        |
| 1562–1564              | Nicolaus Birgeri                  |                        |
| (1565)–(1568)          | Olaus                             |                        |
| (1569)–1612            | Olaus Jonae                       | d. 1612                |
| 1613–1622              | Daniel Magni                      | d. 1622                |
| 1624–1662              | Laurentius Erici Wallerius        | d. 1662                |
| 1663–1697              | Nicolaus Laurentii Wallerius      | 1633–1697              |
| 1698–1732              | Claudius Fock                     | 1651–1732              |
| 1734–1750              | Johan Galle                       | 1684–1750              |
| 1751–1766              | Carl Gustaf Schröder              | 1717–1789              |
| 1766–1782              | Johan Åhman                       | 1719–1782              |
| 1784–1827              | Johan Peter von Sydow             | 1747–1827              |
| 1829–1858              | Nils Henrik Wimmerstedt           | 1787–1858              |
| 1860–1881              | Nils Isak Löfgren                 | 1797–1881              |
| 1885–1907              | Carl Gustaf Herlin                | 1841–1907              |
| 1909–1918              | John Axel Johnsson                | 1852–1918              |
| 1920–1943              | Johan Gustaf Laurin               | 1871–1944              |
| 1943–(åtminstone 1947) | Axel Bernhard Johannes Möllerberg | 1895–(åtminstone 1947) |
| 2003-2007              | Anders Byström                    |                        |
| 2008-2013              | Gunnar Folkegård                  |                        |

## Organister
| Ämbetstid | Namn                        | Levnadstid | Övrigt                        |
| --------- | --------------------------- | ---------- | ----------------------------- |
| 1690      | Lars Olsson                 |            | Klockare                      |
| 1692      | Pehr Jönsson                |            | Klockare                      |
| 1692-1713 | Sven Nilsson                |            | Organist                      |
| 1693-1720 | Anders Larsson              |            | Klockare                      |
| 1812-1823 | E. Stenholm                 | 1748-      | Organist och klockare         |
| 1812-1819 | Bergman                     | 1763-      | Klockare                      |
| 1832-1839 | A. P. Bergman               | 1797-      | Organist och klockare         |
| 1848-1854 | Anders Cyrén                | 1802-1854  | Organist och klockare         |
| 1857-1870 | Albrect Ferdinand Johansson | 1818-      | Organist, kantor och klockare |
| 1961–1964 | Tore Hedén                  | 1915–      | Organist.                     |